# Isabella
Isabella (1849), cunoscută și sub numele de Lorenzo și Isabella, este o pictură de John Everett Millais; aceasta a fost prima lui lucrare în stilul prerafaelit, fiind creată la scurt timp după formarea Frăției Prerafaelite în anul precedent. A fost prima dată expusă la Academia Regală în 1849 și acum este în colecția Walker Art Gallery din Liverpool.

## Subiect
Pictura ilustrează un episod dintr-o nuvelă din romanul Decameronul al lui Giovanni Boccaccio, "Lisabetta e il testo di bassilico" (1349-1353), reluat de poezia lui John Keats, Isabella sau vasul cu busuioc, care descrie relația dintre Isabella, sora unor comercianți medievali bogați, și Lorenzo, un angajat al fraților Isabellei. Descrie momentul în care frații Isabellei își dau seama că există o poveste de dragoste între cei doi tineri și complotează să-l ucidă pe Lorenzo, pentru ca Isabella să se poată căsători cu un nobil bogat. Isabella, aflată în partea dreaptă îmbrăcată în gri, primește o portocală roșie pe o farfurie din partea condamnatului Lorenzo. O portocală roșie tăiată este simbolul gâtului unei persoane care tocmai a fost decapitată, referindu-se la faptul că Isabella a tăiat capul lui Lorenzo să îl ia cu ea după ce l-a găsit îngropat. Unul dintre frații ei lovește cu piciorul un câine înspăimântat în timp ce sparge o nucă.
Millais și colegul său, William Holman Hunt, au realizat amândoi desene care să ilustreze episoade din poezie, dar numai Millais a făcut-o într-o pictură completă (Isabella și vasul cu busuioc al lui Hunt din 1868 a fost realizată folosindu-se o compoziție complet diferită). În ambele desene s-a folosit o perspectivă distorsionată și poziții unghiulare caracteristice artei medievale, de care au fost influențați prerafaeliții. Millais s-a inspirat, de asemenea, din precedentele descrieri satirice ale lui William Hogarth despre o căsătorie aranjată Marriage à-la-mode.

## Compoziție și înțeles
Pictura este structurată cu o perspectivă deliberat distorsionată, alungind partea dreaptă a mesei și aplatizând figurile care se află de-a lungul ei. Bazându-se pe teoria prerafaelită, Millais aproape elimină clarobscurul și exacerbează intensitatea culorilor și a tonurilor juxtapuse - așa cum reiese din tunica neagră netedă a servitorului din dreapta pe care e așezată o cârpă albă, a cărui parte inferioară a corpului dispare practic întrucât culoarea galbenă a șosetelor semifuzionează cu fundalul.
Millais caracterizează, de asemenea, fiecare figură cu o precizie egală. O altă caracteristică distinctivă a prerafaeliților este includerea imaginilor și tiparelor în imagine ca un întreg. Fiecare farfurie are o imagine distorsionată pe suprafața sa. Baza băncii pe care este așezată Isabella conține o sculptură reprezentând o figură îngenuncheată sub care apar literele PRB, însemnând Frăția Prerafaleită (în engleză Pre-Raphaelite Brotherhood).
Motivul central al loviturii stângace cu piciorul a fratelui și scaunul răsturnat perturbă echilibrul compoziției, la fel ca și „aglomerarea” în mod deliberat confuză a personajelor de la masă.

## Simboluri falice ascunse
În 2012, curatorul britanic de artă, Carol Jacobi, a descoperit în pictură mai multe simboluri sexuale intenționate. Toate se află pe sau aproape de personajul din stânga din față, care își întinde piciorul și folosește un spărgător de nuci. Umbra de pe masă lângă zona picioarelor, piciorul și spărgătorul de nuci se pare că ar reprezenta un falus. Jacobi a spus: "Umbra este în mod clar falsă și se referă, de asemenea, la actul sexual, cu sarea aflată în vârful umbrei". Ea a susținut că ar fi fost desenată deliberat, dar nu știe ce intenție a avut pictorul. Cu toate acestea, ea a afirmat că "nu a fost o scăpare freudiană sau o inocență ipocrită și furioasă. Imaginea masturbării și anxietățile din jurul ei, precum și imposibilitatea de a te controla sexual ar fi fost bine cunoscute."